# Metropolitanstadt Venedig
Die Metropolitanstadt Venedig (italienisch Città Metropolitana di Venezia) ist eine Metropolitanstadt in der italienischen Region Venetien. Die Metropolitanstadt Venedig ersetzte 2015 die Provinz Venedig (italienisch Provincia di Venezia).
Sie hat eine Fläche von 2.462 km² und 835.405 Einwohner (Stand: 31. Dezember 2023). Hauptstadt ist Venedig. Bürgermeister der Metropolitanstadt Venedig ist seit dem 31. August 2015 Luigi Brugnaro.

## Geografie
Die Metropolitanstadt liegt in der Poebene und erstreckt sich an der Küste der Adria von Osten nach Süden. Das Gebiet wird von vielen Flüssen durchflossen, wie dem Piave und dem Sile. An der Küste der Metropolitanstadt liegen die Badeorte Jesolo, Bibione und Caorle.
Im Nordosten grenzt sie an die Region Friaul-Julisch Venetien, im Norden an die Provinz Treviso, im Westen an die Provinz Padua und im Süden an die Provinz Rovigo.

## Größte Gemeinden

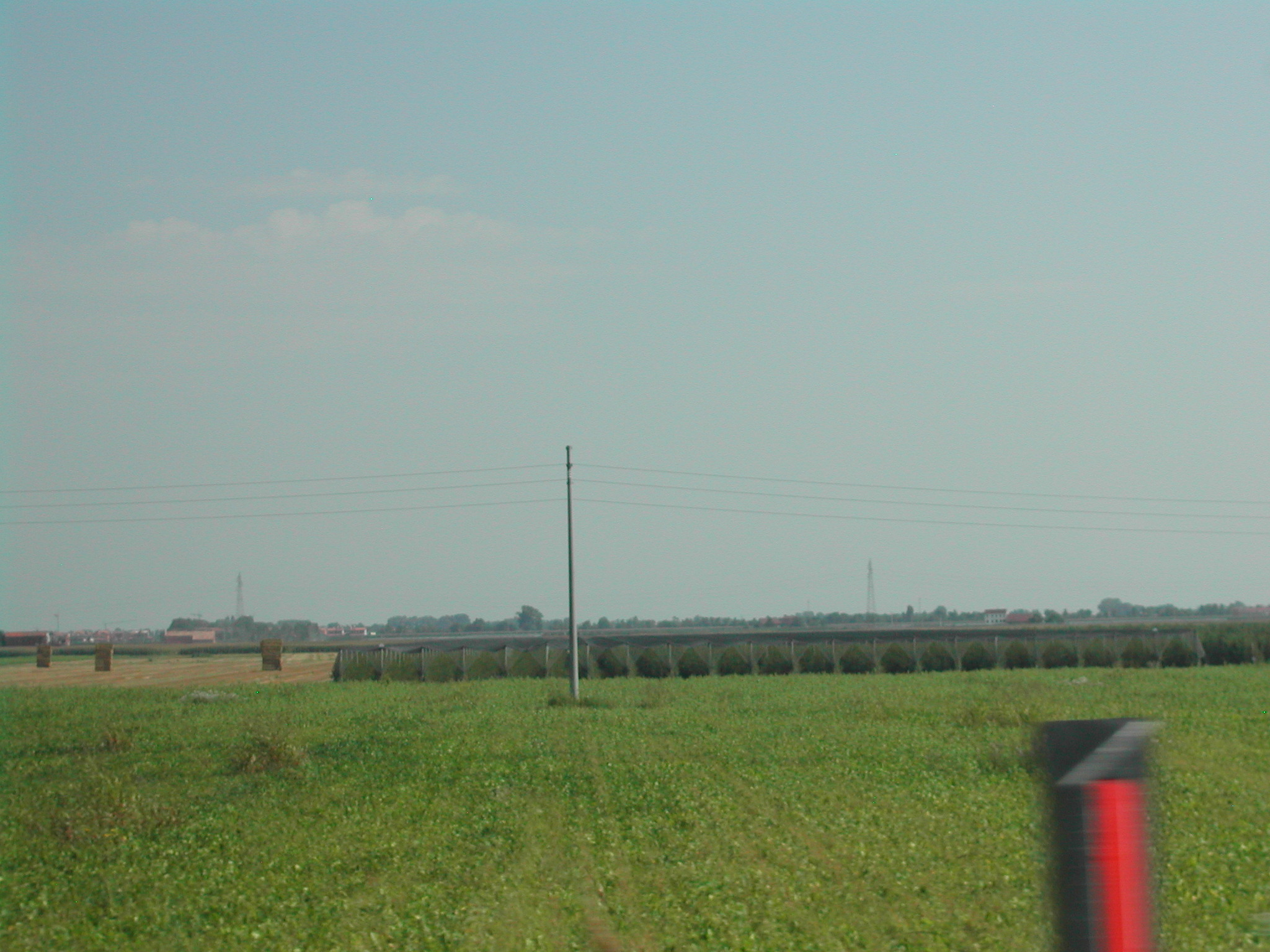
Landschaft der Poebene

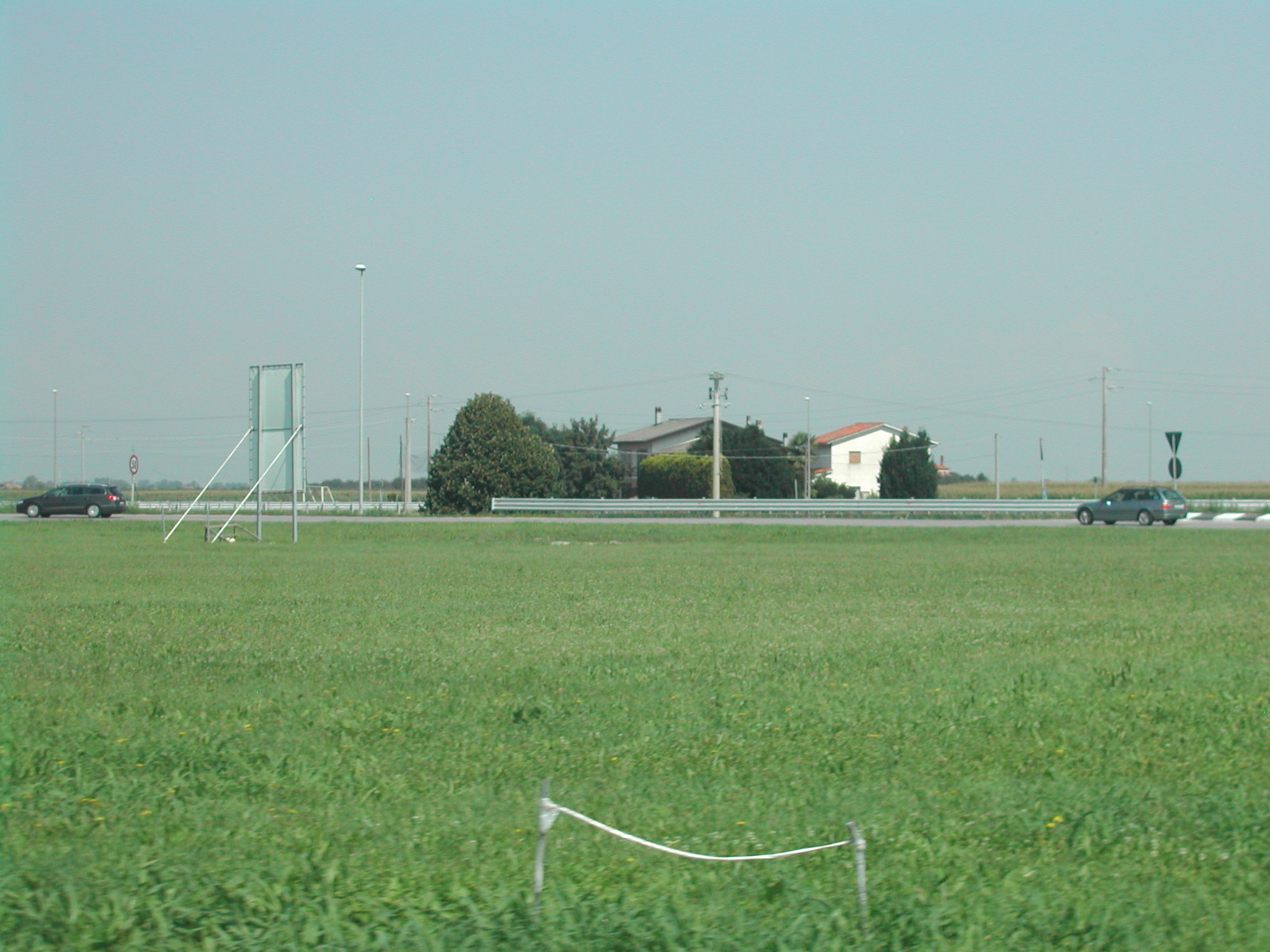
Landschaft bei Jesolo

(Stand: 31. Dezember 2023)
| Gemeinde                   | Einwohner |
| -------------------------- | --------- |
| Venedig                    | 250.290   |
| Chioggia                   | 47.581    |
| San Donà di Piave          | 41.848    |
| Mira                       | 37.613    |
| Mirano                     | 27.078    |
| Spinea                     | 27.676    |
| Jesolo                     | 26.937    |
| Portogruaro                | 24.398    |
| Martellago                 | 21.329    |
| Scorzè                     | 19.068    |
| Marcon                     | 17.689    |
| Santa Maria di Sala        | 17.386    |
| Noale                      | 16.169    |
| Dolo                       | 14.947    |
| Cavallino-Treporti         | 13.266    |
| Cavarzere                  | 12.823    |
| Camponogara                | 13.001    |
| Salzano                    | 12.792    |
| San Stino di Livenza       | 12.743    |
| Eraclea                    | 11.943    |
| San Michele al Tagliamento | 11.376    |
| Caorle                     | 11.115    |
| Musile di Piave            | 11.419    |
| Concordia Sagittaria       | 10.252    |